# إبراهيم الأبيض (فلم)
إبراهيم الأبيض هو فيلم أكشن مصري صدر سنة 2009، من إخراج مروان حامد، وتأليف عباس أبو الحسن، وإنتاج جود نيوز فور فيلمز، ومن بطولة أحمد السقا، ومحمود عبد العزيز، وهند صبري، وعمرو واكد. ينقل الفيلم قصة إبراهيم الذي ينشأ في بيئة من الجريمة والعنف داخل العشوائيات الأمر الذي يحوله إلى بلطجي، فتصبح حياته مهددة من كل اتجاه، خاصة بعد توغله داخل عصابة عبد الملك زرزور وهو زعيم عصابة لا يرحم.

## القصة
إبراهيم الأبيض طفل صغير يتعرض والده للقتل أمام عينيه على يد أحد المعلمين في المنطقة، فيكبر الطفل وصورة مقتل والده لا تفارق عينيه وبالفعل يقوم بقتل المعلم إنتقامًا لوالده، وبعدها يبدأ في تجارة المخدرات بعد أن مضي به الزمن بسرعة ولكن أحد أفراد عصابة عبد الملك زرزور يقوم بسرقة بضاعته وبيعها بدون علم زعيم العصابة عبد الملك زرزور فيدخل في منطقته ويحاول الانتقام منه وإذ يقوم جميع أولاده بمحاصرته فيعلم ذلك زعيم العصابة ويقوم باستدراجه والاستفادة من إبراهيم وفي سبيل هذا يشاركهم عملياتهم الخطيرة ليكسب ثقتهم وكان يود الزواج من ابنة المعلم الذي قتل والدها والده ولكن عبد الملك زرزور يتزوجها رغم أنها أصغر منه سنا بفارق كبير وذلك أثناء إلقاء القبض على إبراهيم في إحدى العمليات، ويتمكن زعيم العصابة من تهريبه وانقاذ رقبته من حبل المشنقة. وبعد خروجه من السجن يكتشف أن الفتاة التي يحبها قد تزوجت زعيمه فيجن جنونه ويسقط في حيرة كبيرة بين خيانة زعيمه الذي أخرجه من السجن أو خيانة حب عمره ونسيان حبيبته.

## طاقم التمثيل
- أحمد السقا: (إبراهيم الأبيض)
- محمود عبد العزيز: (عبد الملك زرزور)
- هند صبري: (حورية)
- عمرو واكد: (عشري)
- باسم سمرة: (مهدي بدور - ضيف شرف)
- سوسن بدر: (والدة حورية)
- فرح يوسف : (نرجس)
- حنان ترك: (والدة إبراهيم الأبيض)
- نضال الشافعي: (غنام)
- سيد رجب: (سراج زرزور)
- صبري فواز: (والد إبراهيم)
- دعاء طعيمة: (خادمة عبد الملك زرزور)
- هشام إسماعيل: (ضياء البقال)

## وصلات خارجية
- مقالات تستعمل روابط فنية بلا صلة مع ويكي بيانات